# Moltrup Sogn
Moltrup Sogn er et sogn i Haderslev Domprovsti (Haderslev Stift).
Bjerning Sogn i Sønder Tyrstrup Herred har været anneks til Moltrup Sogn i Haderslev Herred. Begge herreder hørte til Haderslev Amt. Moltrup sognekommune blev ved kommunalreformen i 1970 indlemmet i Haderslev Kommune.
I Moltrup Sogn ligger Moltrup Kirke.
I sognet findes følgende autoriserede stednavne:
- Bramdrup (bebyggelse, ejerlav)
- Gammel Have (bebyggelse)
- Grejsholthus (bebyggelse)
- Krejsel (areal, bebyggelse)
- Moltrup (bebyggelse, ejerlav)
- Ny Have (bebyggelse)
- Rovstrup (bebyggelse, ejerlav)

## Afstemningsresultat
Folkeafstemningen ved Genforeningen i 1920 gav i Moltrup Sogn 294 stemmer for Danmark, 14 for Tyskland. Af vælgerne var 75 tilrejst fra Danmark, 11 fra Tyskland. 